# Pelates (Lapithe)

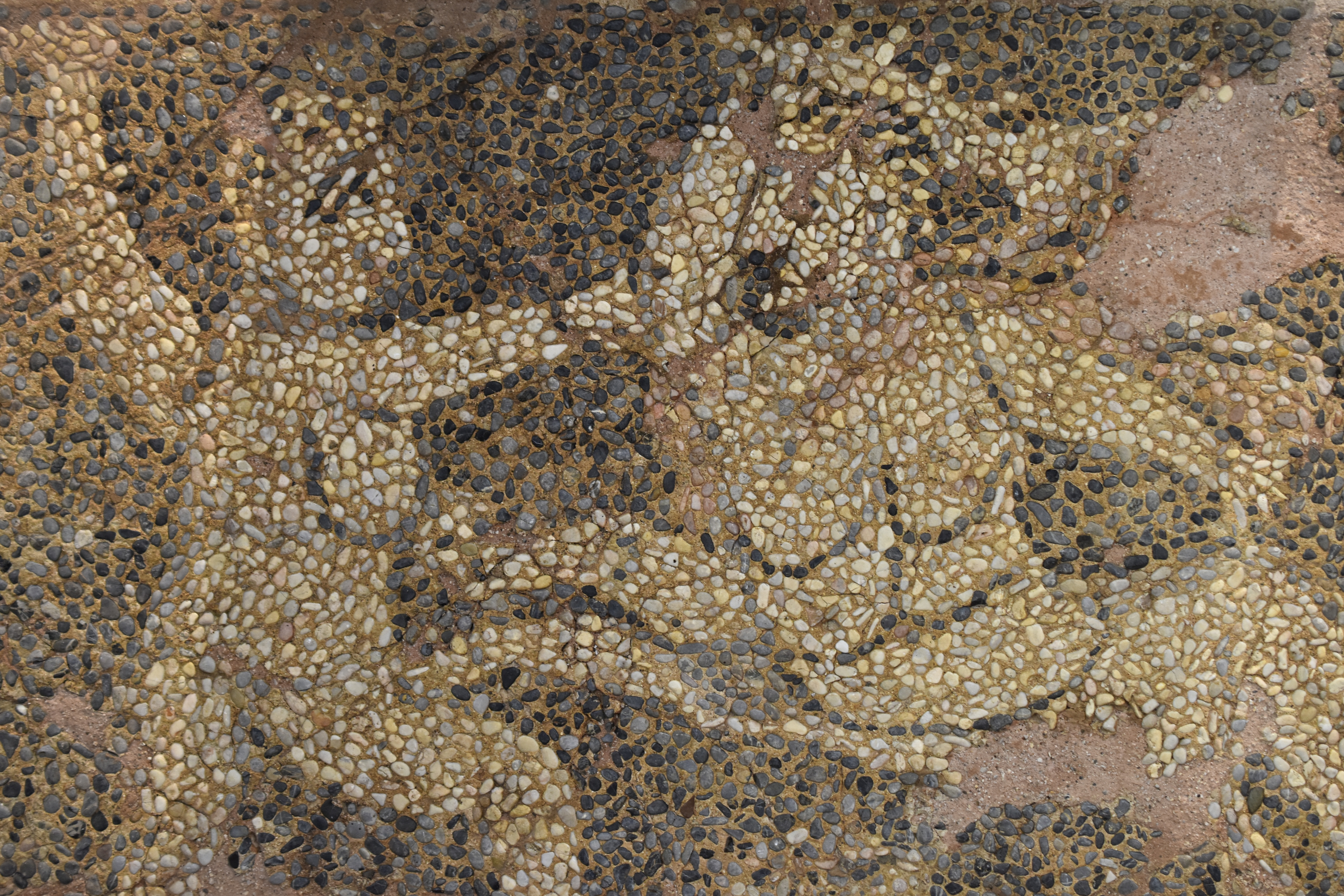
Mosaik, 2. Jh. v. Chr., Lapithe gegen Kentaur

Pelates ist in der griechischen Mythologie ein Lapithe, der in der Kentauromachie auf der Hochzeit des Peirithoos den Kentauren Amykos tötet. Einzige Quelle ist das zwölfte Buch der ovidischen Metamorphosen.

## Name
Er kommt vom griechischen Πελάτης, Pelátēs, Nachbar oder Tagelöhner, überliefert wird auch Belátēs Lateinisch und deutsch mit abweichender Betonung auf der ersten Silbe, Pélates, da das „a“ in der vorletzten Silbe kurz ist. Ovid bezeichnet ihn als Pelläer, das ist ein Mann aus dem makedonischen Pella. Roscher vermutet in ihm sogar den Eponymos von Pella. Diese Zuordnung ist durchaus möglich, tauchen doch viele Lapithen auch außerhalb von Thessalien auf, was „seinen Grund hatte in dem Bestreben auswärtiger Herrengeschlechter, sich mit dem mächtigen und ruhmvollen thessalischen Adel genealogisch zu verknüpfen.“ Die Bedeutung des Namens lässt keine heroischen Rückschlüsse zu und offenbart eher die Bedeutungslosigkeit des Lapithen, der wohl von Ovid erfunden wurde und immerhin mit einem Kampfeinsatz aus der Masse herausragt.

## Mythos
Auf der Hochzeit des Peirithoos kommt es zur blutigen Schlacht zwischen den Lapithen und Kentauren. Anfangs kämpfen beide Parteien in Ermangelung richtiger Waffen mit greifbaren Gegenständen. So auch der Kentaur Amykos, der mit einem Altarleuchter den Celadon tötet, unmittelbar darauf aber von Pelates mit einem Tischbein gestoppt wird:
„254 Doch ihn (Amykos) streckt mit dem Bein, das dem Ahorntisch er entrissen, / Pelates hin, der Pelläer, das Kinn nach der Brust ihm zerschlagend. / Während er (Amykos) Zähne gemengt nun spie mit schwärzlichem Blute, / schickt ein erneuter Streich ihn hinab zu des Tartarus Schatten.“ (Übersetzung Suchier)
„254 hunc pede convulso mensae Pellaeus acernae / stravit humi Pelates deiecto in pectora mento / cumque atro mixtos sputantem sanguine dentes / vulnere Tartareas geminato mittit ad umbras.“ (Original Ovid)
Pelates schlägt zu, doch der Kentaur ist zäh und erst ein zweiter Treffer vollendet die Attacke und schickt ihn in das tiefe Reich der Toten (Tartarus).

## Erläuterungen
Ungewöhnlich ist der Einsatz eines abgerissenen (convulso) Tischbeins (pede mensae), denn „von dem Tischbein als Waffe scheint, wiewohl wahrscheinlich öfter gehandhabt, in literarischer Überlieferung sonst nicht die Rede zu sein.“ Dazu bietet Ovid eine weitere Variation des brutalen Gemetzels mit dem Ergebnis, dass der Kentaur „Zähne gemengt nun spie mit schwärzlichem Blute“, im Original gewichtet durch vier Spondeen (cúmqu(e) a | tró mix | tós spu | tán tem) zu Beginn des Verses und weiter verstärkt durch das Intensivum sputare (von spuere, spucken).